# Marlon Díaz Miranda
Marlon Díaz Miranda (La Habana, Cuba, 9 de mayo de 1998) es un jugador de baloncesto  cubano que se desempeña como Ala-Pívot y Pívot. Actualmente juega en Argentino Junín de la Liga Nacional de Básquet de Argentina.

## Carrera Amateur
Comienza desde niño jugando en su ciudad natal, La Habana, antes de incorporarse a los Capitalinos . Participó en la Liga Superior de Baloncesto de Cuba en el 2017. Al año siguiente fue tomado como refuerzo por el equipo de Pinar del Río.

## Profesional

### Unión Colón
En el 2018 hizo su debut profesional en La Unión Colón de La Liga Argentina (segunda división), donde promedió 4,1 puntos y 3,6 rebotes en 36 juegos casi siempre como suplente.

### Jáchal BC
En el 2021, después de varios años sin jugar profesionalmente, el club Jáchal BC de La Liga Argentina le da una nueva oportunidad para incorporarse a sus filas. En esa temporada durante 20 desafíos promedia 13,8 puntos, 9,5 puntos y 1,3 asistencias y con un 55,6% en tiros de campo.

### Guaros de Lara
En el 2022, al culminar la temporada en Argentina, se incorpora a los Guaros de Lara de la LPBV como refuerzo junto a su compatriota Neysser Coutín, teniendo 13,2 puntos, 7,2 rebotes y 1,4 asistencias como promedio en 20 juegos.

### Argentino Junín
Durante la campaña 2022-2023 es fichado por el club Argentino Junín, donde regresa a Argentina, pero está vez para jugar en la Liga Nacional de Básquet (primera división). Presenta unos algoritmos de 8,7 puntos, 4,2 rebotes y 1,4 asistencias por partido.

## Clubes
| Club                     | País      | Año       |
| ------------------------ | --------- | --------- |
| Capitalinos de La Habana | Cuba      | 2017      |
| Pinar del Río            | Cuba      | 2018      |
| La Unión Colón           | Argentina | 2018-2019 |
| Jáchal BC                | Argentina | 2021-2022 |
| Guaros de Lara           | Venezuela | 2022      |
| Argentino Junín          | Argentina | 2022-2023 |
| Danubio                  | Uruguay   | 2024      |

## Selección nacional
Fue convocado por el seleccionado cubano para disputar la  Clasificación de FIBA Américas para la Copa Mundial de Baloncesto de 2023.

### Participaciones con la selección
- Actualizado hasta el 24 de febrero de 2022.

| Torneo                        | Sede    | Resultado |
| ----------------------------- | ------- | --------- |
| Clasificación al Mundial 2023 | América | Eliminado |